# سه عروسی دیگر
سه عروسی دیگر (به اسپانیایی: 3 bodas de más) فیلمی محصول سال ۲۰۱۳ و به کارگردانی خاویر رویز کالدرا است. در این فیلم بازیگرانی همچون اینما کوئستا، مارتینیو ریباس، کیم گوتیه‌رس، پاکو لئون، لائورا سانچس، برتو رومرو، روسی د پالما، سیلویا آبریل، ماریا بوتو و خواکین ریس ایفای نقش کرده‌اند.